# Bihoreau goisagi
Gorsachius goisagi
Espèce
Statut de conservation UICN

 VU C2a(i) : Vulnérable
Le Bihoreau goisagi (Gorsachius goisagi) est une espèce d'oiseau de la famille des ardéidés qui se retrouve en Extrême-Orient.

## Distribution

zone de nidification
résident permanent
non nicheur

Ce bihoreau ne se reproduit qu’au Japon. Il hiverne principalement aux Philippines et dans une moindre mesure au sud du Japon, à Taïwan et dans le sud-est de la Chine. Pendant la migration, il a tendance à se disperser et à se retrouver en dehors des aires de nidification ou d’hivernage habituelles comme en Corée du Sud et parfois dans l’est de la Russie ou en Indonésie.

## Habitat
Le Bihoreau goisagi fréquente les cours d’eau et les marais des milieux forestiers.

## Nidification
Il niche en solitaire dans des arbres de 7 à 20 mètres de haut. Le nid est un amalgame grossier de bâtonnets placé sur branche touffue. Les œufs sont au nombre de 3 à 4.

## Conservation
Le Bihoreau goisagi est rare et en danger d’extinction. On estime la population à moins de 1000 individus. La déforestation est la principale cause de son déclin.